# Esteban Masson
Esteban Masson (Montreal, Canadá; 18 de septiembre de 2004) es un piloto de automovilismo canadiense-francés. Ha sido campeón del Campeonato Francés de F4 en 2021 y de la Eurocup-3 con Campos Racing en 2023. Compitió en la Fórmula Regional Europea con el equipo FA Racing by MP y ART Grand Prix en 2022.

## Carrera

### Inicios
Nacido en Canadá, Masson descubrió el karting a la edad de tres años. Empezó ganando títulos tras mudarse a Francia, con campeonatos regionales y nacionales en las categorías mini-kart, Minimes y Cadetes. En 2018, Masson se llevó el título de la Serie Nacional de Karting y lo siguió al año siguiente al ganar el Campeonato Juvenil de Francia. Masson continuó con el karting en 2020 y terminó quinto en la IAME Euro Series.

### Fórmula Regional
Para la temporada 2022, Masson avanzó al Campeonato de Fórmula Regional Europea como uno de los cinco representantes del Équipe de France de la Federación Francesa de Automovilismo Deportivo. Se unió al equipo del dos veces campeón mundial de Fórmula 1 Fernando Alonso, FA Racing, esto junto a su compañero francés Victor Bernier y el colombiano Nicolás Baptiste.
En el circuito de Zandvoort, Masson chocó con Pietro Delli Guanti al acercarse a la curva dos, lo que hizo que el italiano rodara. Sin embargo, afortunadamente, ambos pilotos salieron ilesos de la escena y los comisarios de carrera no les impusieron una sanción.
Antes de la ronda en Spa-Francorchamps, se anunció que Masson cambiaría a ART Grand Prix, reemplazando al español Mari Boya.

### Eurocup-3
En 2023 seria anunciado para disputar la temporada inaugural de la Eurocup-3 con Campos Racing.

## Resumen de carrera
| Temporada | Categoría                                           | Equipo           | Carreras     | Victorias    | Poles        | VR           | Podios       | Puntos       | Pos.         |
| --------- | --------------------------------------------------- | ---------------- | ------------ | ------------ | ------------ | ------------ | ------------ | ------------ | ------------ |
| 2019      | Campeonato Francés de F4                            | FFSA Academy     | 3            | 0            | 0            | 0            | 0            | 0            | NC†          |
| 2020      | Campeonato Francés de F4                            | FFSA Academy     | 3            | 0            | 0            | 0            | 0            | 0            | NC†          |
| 2021      | Campeonato Francés de F4                            | FFSA Academy     | 20           | 6            | 9            | 5            | 10           | 236          | 1.º          |
| 2022      | Campeonato de Fórmula Regional Europea              | FA Racing by MP  | 12           | 0            | 0            | 0            | 0            | 1            | 24.º         |
| 2022      | Campeonato de Fórmula Regional Europea              | ART Grand Prix   | 8            | 0            | 0            | 0            | 0            | 1            | 24.º         |
| 2023      | Eurocup-3                                           | Campos Racing    | 16           | 8            | 6            | 7            | 10           | 273          | 1.º          |
| 2023      | Campeonato de Fórmula Regional Europea              | Saintéloc Racing | 12           | 0            | 0            | 0            | 1            | 39           | 16.º         |
| 2024      | Campeonato Mundial de Resistencia de la FIA - LMGT3 | Akkodis ASP Team | 8            | 0            | 0            | 0            | 0            | 8            | 27.º         |
| 2024      | European Le Mans Series - LMGT3                     | Kessel Racing    | 6            | 2            | 0            | 2            | 2            | 74           | 2.º          |
| 2025      | Super Fórmula Lights                                | TOM'S            | Disputándose | Disputándose | Disputándose | Disputándose | Disputándose | Disputándose | Disputándose |
| Fuente:   |                                                     |                  |              |              |              |              |              |              |              |

## Resultados

### Campeonato de Fórmula Regional Europea
(Clave) (negrita indica pole position) (cursiva indica vuelta rápida)

| Año  | Equipo          | 1   | 1   | 2   | 2   | 3   | 3   | 4   | 4   | 5   | 5   | 6   | 6   | 7   | 7   | 8   | 8   | 9   | 9   | 10  | 10  | Pos. | Puntos |
| ---- | --------------- | --- | --- | --- | --- | --- | --- | --- | --- | --- | --- | --- | --- | --- | --- | --- | --- | --- | --- | --- | --- | ---- | ------ |
| 2022 | FA Racing by MP | MNZ | MNZ | IMO | IMO | MON | MON | LEC | LEC | ZAN | ZAN | BUD | BUD | SPA | SPA | SPI | SPI | BAR | BAR | MUG | MUG | 24.º | 1      |
| 2022 | FA Racing by MP | 17  | 22  | 23  | 20  | 14  | 15  | 32  | Ret | 14  | Ret | 10  | 11  |     |     |     |     |     |     |     |     | 24.º | 1      |
| 2022 | ART Grand Prix  |     |     |     |     |     |     |     |     |     |     |     |     | 17  | 22  | 22  | Ret | 19  | 16  | 19  | 22  | 24.º | 1      |

### Eurocup-3
(Clave) (negrita indica pole position) (cursiva indica vuelta rápida puntuable)

| Año     | Equipo        | 1   | 1   | 2   | 2   | 3   | 3   | 4   | 4   | 5   | 5   | 6   | 6   | 7   | 7   | 8   | 8   | Pos. | Puntos |
| ------- | ------------- | --- | --- | --- | --- | --- | --- | --- | --- | --- | --- | --- | --- | --- | --- | --- | --- | ---- | ------ |
| 2023    | Campos Racing | SPA | SPA | ARA | ARA | MNZ | MNZ | ZAN | ZAN | JER | JER | EST | EST | VAL | VAL | BAR | BAR | 1.º  | 273    |
| 2023    | Campos Racing | 6   | 7   | 1   | 1   | 3   | 3   | 1   | 1   | Ret | Ret | 1   | 14  | 1   | 5   | 1   | 1   | 1.º  | 273    |
| Fuente: |               |     |     |     |     |     |     |     |     |     |     |     |     |     |     |     |     |      |        |